# Kussondulola

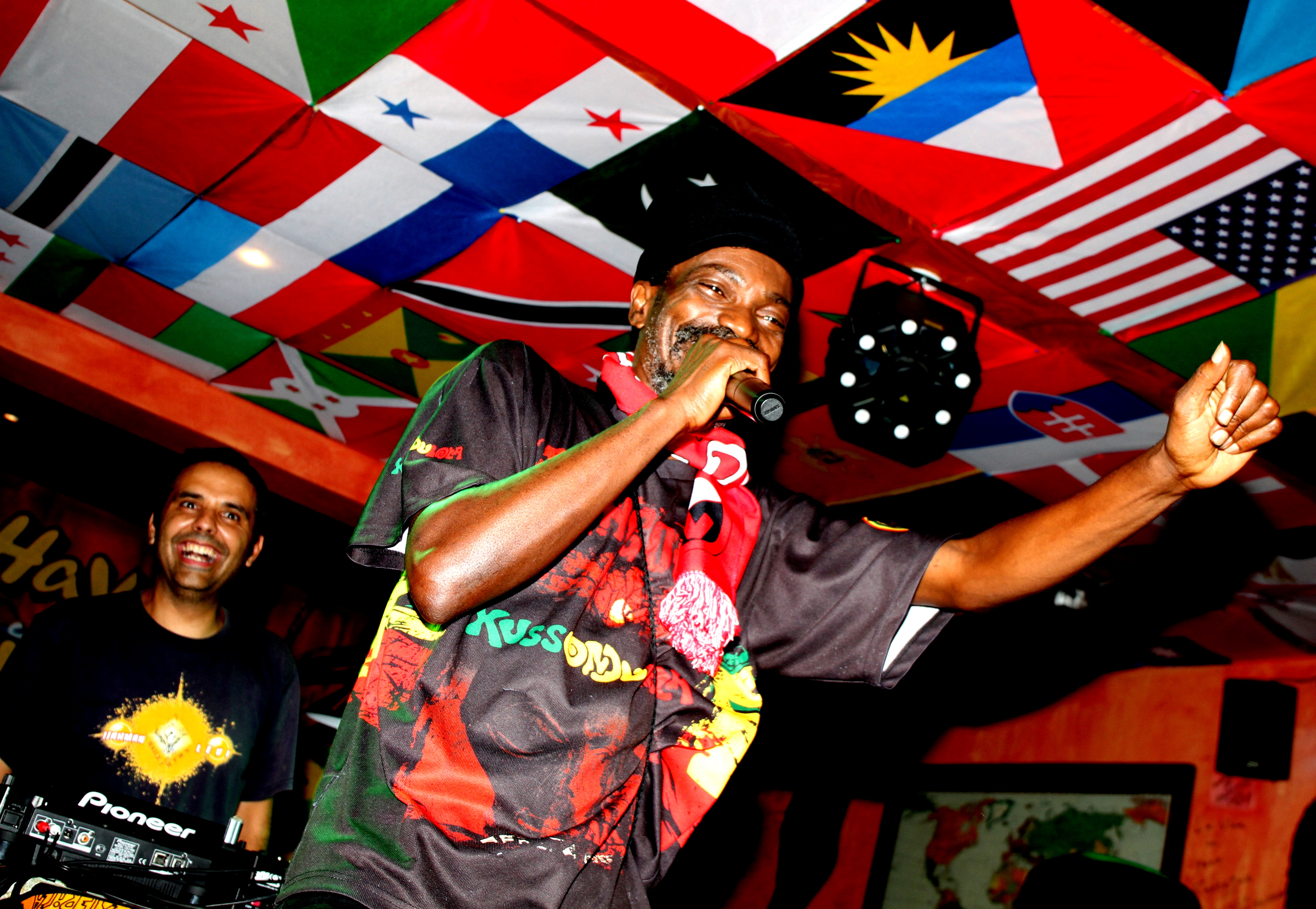
Janelo da Costa en concert au bar Havana meets Jamaica à Albufeira

Kussondulola est un groupe de reggae portugais au mélange kizomba qui a été fondé en 1995 à Amadora par Janelo da Costa.

## Discographie
- 1995 : Ta-se Bem
- 1998 : Baza não Baza ??
- 2001 : Amor E Bué !
- 2004 : Cumué
- 2005 : Survivor
- 2006 : Guerilheiro